# شارلوت غيلمارتن
شارلوت غيلمارتن (بالإنجليزية: Charlotte Gilmartin)‏ هي متزلجة على مسار قصير بريطانية، ولدت في 7 مارس 1990 في ريديتش في المملكة المتحدة.

## وصلات خارجية
- شارلوت غيلمارتن على موقع ShortTrackOnLine.info (الإنجليزية)
- شارلوت غيلمارتن على موقع اللجنة الأولمبية الدولية (الإنجليزية)
- شارلوت غيلمارتن على موقع أوليمبيديا (الإنجليزية)
- شارلوت غيلمارتن على موقع اللجنة الأولمبية البريطانية (الإنجليزية)